# 迪赛
迪赛（法語：Dissay，法語發音：[disɛ]）是法国新阿基坦大区维埃纳省的一个市镇，位于该省中北部，属于普瓦捷区。

## 地理
迪赛（46°42'3"N, 0°25'54"E）面积23.71 平方千米，位于法国新阿基坦大区维埃纳省，该省份为法国中西部省份，北起曼恩-卢瓦尔省和安德尔-卢瓦尔省，西接德塞夫勒省，南至夏朗德省，东南接上维埃纳省，东临安德尔省。
与迪赛接壤的市镇（或旧市镇、城区）包括：博讷伊马图尔、圣乔治莱巴亚若、博蒙-圣西尔、若奈-马里尼。

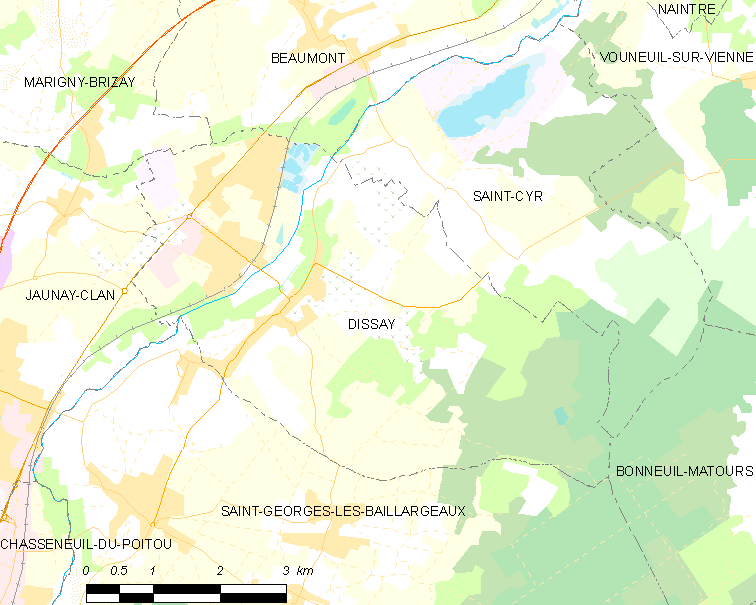
迪赛的OSM定位图

迪赛的时区为UTC+01:00、UTC+02:00（夏令时）。

## 行政
迪赛的邮政编码为86130，INSEE市镇编码为86095。

## 政治
迪赛所属的省级选区为若奈-马里尼县。

## 人口

1962-2008年间迪赛人口变化图示

迪赛于2022年1月1日时的人口数量为3143人。

## 友好城市
- 葡萄牙 巴爾基尼亞新鎮
- 義大利 马多内